# (1490) Limpopo
(1490) Limpopo ist ein Asteroid des Hauptgürtels, der am 14. Juni 1936 vom südafrikanischen Astronomen Cyril V. Jackson in Johannesburg entdeckt wurde.
Der Asteroid ist nach dem afrikanischen Fluss Limpopo benannt.